# Asimakaniseekan Askiy 102A
Asimakaniseekan Askiy 102A är ett reservat i Kanada.   Det ligger i provinsen Saskatchewan, i den centrala delen av landet, 2 400 km väster om huvudstaden Ottawa. Asimakaniseekan Askiy 102A ligger vid sjön Paddling Lake.
Trakten runt Asimakaniseekan Askiy 102A består till största delen av jordbruksmark. Trakten runt Asimakaniseekan Askiy 102A är nära nog obefolkad, med mindre än två invånare per kvadratkilometer.